# Margherita De Cal

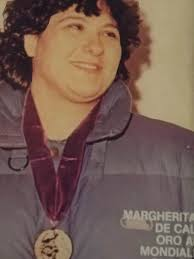
Margherita De Cal

Margherita De Cal (* 10. August 1950) ist eine ehemalige italienische Judoka. Sie war 1980 Weltmeisterin sowie 1980 und 1981 Europameisterin.

## Sportliche Karriere
Margherita De Cal kämpfte im Schwergewicht. 1972 und 1974 war sie italienische Meisterin. Vierzehn Tage nach den Meisterschaften 1974 wurden in Genua inoffizielle Europameisterschaften ausgetragen, Margherita De Cal gewann sowohl im Schwergewicht als auch in der offenen Klasse eine Bronzemedaille. 1975 fanden in München die ersten offiziellen Europameisterschaften statt. Im Finale des Schwergewichtswettbewerbs trafen die Britin Christine Child und Margherita De Cal aufeinander, die Britin gewann. Im Jahr darauf bei den Europameisterschaften 1976 in Wien erkämpfte De Cal eine Bronzemedaille im Schwergewicht. 1977 siegte sie bei den italienischen Meisterschaften. 
Bei den Europameisterschaften 1979 in Kerkrade erreichte De Cal das Finale und unterlag dort der Deutschen Christiane Kieburg. Im Jahr darauf bei den Europameisterschaften 1980 in Udine erreichte sie erneut das Finale und siegte über Paulette Fouillet aus Frankreich. Ende November 1980 fanden in New York City die ersten Weltmeisterschaften für Frauen statt. Margherita De Cal bezwang im Halbfinale die Niederländerin Marjolein van Unen und im Finale Paulette Fouillet.  Ende März 1981 fanden in Madrid die Europameisterschaften 1981 statt. Mit einem Sieg über Christiane Kieburg gewann De Cal ihren zweiten Titel. Im Dezember 1981 siegte sie noch einmal bei den italienischen Meisterschaften. Ihre letzte internationale Medaille gewann sie bei den Europameisterschaften 1982 in Oslo, als sie noch einmal Bronze erhielt.